# Powstanie Nian
Nian – powstanie w północnych Chinach w latach 1851-1868. Było równie długotrwałe jak współczesne mu powstanie tajpingów i niewiele mniej od niego niszczycielskie, nie próbowało jednak ustanowić alternatywnej struktury państwowej.
Powstanie to dzieliło się na dwie fazy: do 1863 miało postać licznych buntów w oparciu o lokalne bazy, natomiast po 1863 powstańcy podejmowali dalekosiężne rajdy kawaleryjskie przez większość prowincji Chin północnych. Ostatecznie stłumione siłami nowej armii, poprzednio zwycięskiej przeciw tajpingom.
Wśród dziewiętnastowiecznych powstań w Chinach wyróżnia się relatywnym brakiem czynnika religijnego. W literaturze często spotykane pod nazwą Nien (według transkrypcji Wade’a-Gilesa).

## Tło i przyczyny
Przyczyny powstań w Chinach w drugiej połowie XIX w. były wszędzie podobne: niedowład i rozprzężenie władzy, która nie była w stanie ani zapobiec, ani złagodzić skutków klęsk żywiołowych, a jej skorumpowani urzędnicy swoją chciwością pogarszali tylko sytuację. Zarówno mandżurskie wojska chorągwiane, jak i pomocnicze oddziały chińskie były zdemoralizowane i nieskuteczne, nie były więc w stanie stłumić rebelii w zarodku i nie dopuścić do ich rozprzestrzeniania się. Niestabilność gospodarczą wywołaną klęskami żywiołowymi oraz eksplozją demograficzną w XVIII w. pogarszała konkurencja nowych towarów z Zachodu, odpływ srebra związany z handlem opium oraz wysokimi odszkodowaniami (efektem przegranych wojen z zachodnimi mocarstwami).
Nian wywodzili się z terenów na północ od rzeki Huai (tzw. Huaibei), pogranicza Anhui, Henanu i Jiangsu, terenu często nawiedzanego przez powodzie i susze. Ich powstanie związane było ze stłumioną w 1805 rebelią sekty Białego Lotosu. Dokładny czas początku operacji nian jest trudny do ustalenia, od późnej ery Kangxi do – bardziej prawdopodobnej – daty ok. 1805. Pozostałości rozformowanych antyrebelianckich milicji tworzyły wpierw lokalne bandy (zwane nian), by przekształcić się w pół-zorganizowaną siłę paramilitarną, przywódców lokalnych społeczności, w szczególności przemytników soli. Proceder ten kwitł ze względu na krzyżujące się w północnym Anhui drogi handlowe i różnice w cenach oraz w zezwoleniach na produkcję i sprzedaż soli w sąsiednich prowincjach i powiatach. W okresie od lat 20. do 50. XIX w. bandy takie operowały z typowych dla obszaru ufortyfikowanych wsi i były mocno związane z lokalnymi społecznościami, w odróżnieniu od powstańców Białego Lotosu brakowało im jednak ideologii i poczucia tożsamości i wspólnoty. Także władze, po kolejnej rebelii Białego Lotosu z 1813, szczególnie wyczulone na działalność sekt, starannie rozróżniały między tymi grupami, oskarżając nian jedynie o bandytyzm. Dodatkowym czynnikiem był powszechny na tych terenach zwyczaj zabijania żeńskich noworodków, co powodowało poważne zaburzenie struktury płci: ok. 20% młodych mężczyzn nie mogło znaleźć żon; tworzyli grupę niestabilną, słabo związaną rodzinnie i potencjalnie „wybuchową”.
Katastrofalne powodzie z lat 1851-1855, w wyniku których Huang He zmieniła bieg i zamiast na północ od półwyspu Shandong wpadała do morza na południe od niego, były momentem zwrotnym, który doprowadził do przekształcenia się lokalnych band nian w ogólny ruch Nian. W związku z marszem na północ powstańców tajpingowskich, lokalni urzędnicy zachęcali do tworzenia milicyjnych sił samoobrony; w odróżnieniu jednak od prowincji południowych lokalni posiadacze ziemscy nie byli chętni do ich organizacji. Natomiast wiele wsi (często ufortyfikowanych) posiadało własne oddziały, pod dowództwem klanowych przywódców, którzy często zostawali dowódcami band.

## Pierwsza faza powstania

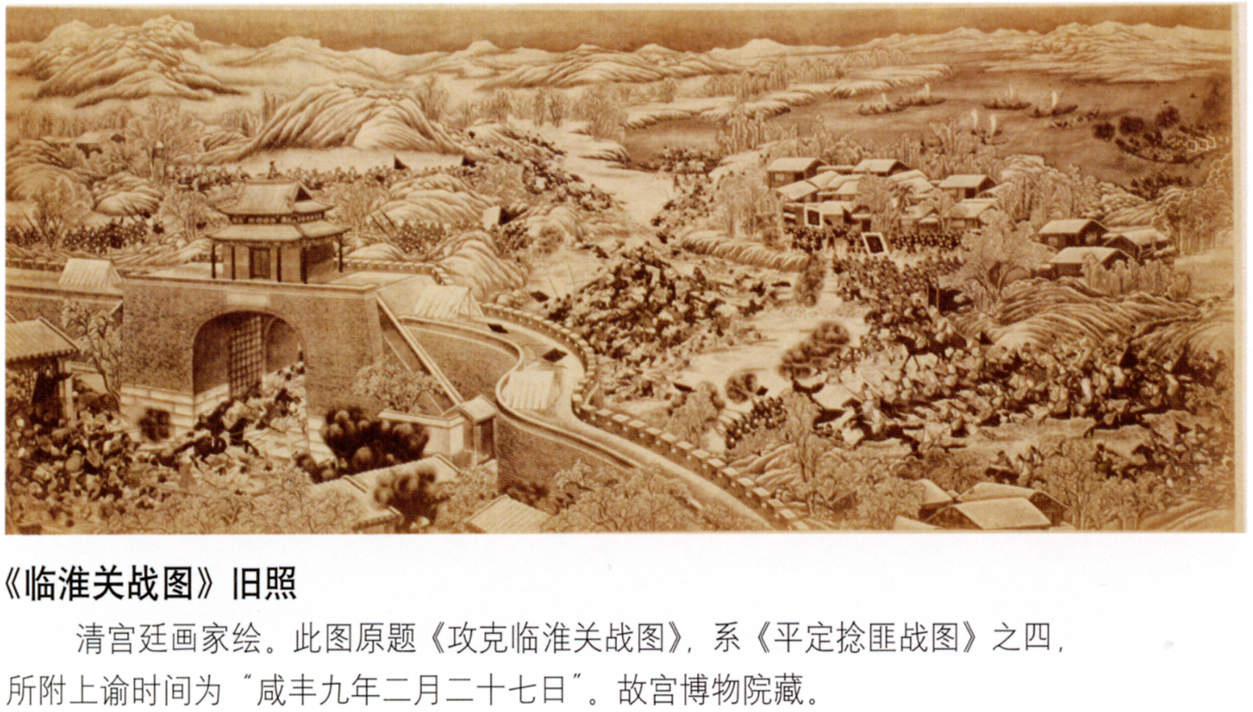
Bitwa pod Changhuai, 1859 rok

Jednym z przywódców był Zhang Lexing (張樂行), zamożny właściciel ziemski i przemytnik soli, uznany za szefa samoobrony przez miejscowych mandarynów – a przez szefów 18 band, naczelnym wodzem Nian w 1856. Skonfederowane siły Nian liczyły pięć luźno zorganizowanych chorągwi, po ok. 20 tys. ludzi każda; w ciągu następnych lat liczba chorągwi wzrosła do 12.
Nian poświęcali dużą uwagę obronie swych baz-wsi. Budowali masywne umocnienia: niektóre forty miały wały o kilkukilometrowym obwodzie, podwójne fosy i stanowiska dla dział. Zawierali też sojusze lub układy o nieagresji z innymi grupami (lub umocnionymi wsiami i miastami). Ich akcje militarne miały charakter sezonowy: wiosną i jesienią ruszali na rabunek, by następnie wrócić i zabezpieczyć zbiory. Wiele z łupów było rozprowadzanych wśród chłopów, co przysparzało bandytom popularności. W pierwszej fazie, w latach 1856-1859 opanowali teren między dopływami Huai, rzekami Kuai i Sha. Do 1864 zabezpieczyli dla siebie północny fragment Anhui, a ich sukcesy spowodowały wybuch podobnych, lokalnych rebelii w sąsiednich prowincjach.
Nie głosili haseł religijnych lub antymandżurskich, natomiast przedstawiali się jako obrońcy sprawiedliwości i wrogowie skorumpowanych urzędników. Rabunek bez pozwolenia i gwałt karane były śmiercią; lojalność wobec towarzyszy była dobrem najwyższym. W miarę jak rosła ich siła, przejęli częściowo symbolikę sekty Białego Lotosu i innych sekt np. Ośmiu Trygramów; m.in. Zhang Lexing przyjął tytuł Wielkiego Króla Hanów Obdarzonego Mandatem Niebios.

### Henan
Oddziały samoobrony z Henanu, stworzone na ogół bez udziału właścicieli ziemskich, też skierowały się przeciw skorumpowanym władzom lokalnym. Rajdy Nian w Henanie (w 1855 obrabowały miasta wokół Guide, dzis. Shangqiu, w 1859 podeszły pod Kaifeng, a w 1861 – pod Luoyang) służyły przykładem. W 1856-1857 grupa pięciu band w górach Quezi w południowym Henanie zgromadziła prawie 10 tys. ludzi i zajęła teren o powierzchni ponad 7500 km². Bez pomocy Nian z Anhui zostali rozbici przez wojska qingowskie, ale w 1861 inna grupa, pod dowództwem Zhen Daxi, który nawiązał kontakt z Zheng Zongyu, opanowała kilkaset warownych wsi i miasteczek w północnej części prowincji. Zaczęły także wybuchać powstania o charakterze religijnym, jedno szybko stłumione w 1858 w Yingzhou, następne w okolicach Guide w 1861. Powstańcy zostali rozbici, gdy przygotowywali się do oblężenia miasta, ale odzyskali siły i dopiero kolejna ofensywa rządowa w 1862 zakończyła tę rebelię.
Niektóre oddziały zmieniały wielokrotnie stronę, jak np. siły Miao Peili, który w 1856 opanował okolicę swego rodzinnego Fengtai. Pozyskawszy przyjaźń dowódców qingowskich, wsparł ich i rozszerzył obszar swej kontroli kosztem Nian. W 1860, niezadowolony z przyznanych mu tytułów i zdając sobie sprawę ze słabości sił rządowych, chwaląc się stutysięczną armią, zagroził zajęciem stolicy gubernatora, Shou, o ile nie zostanie mu przyznane prawo do podatków od soli (prawo to otrzymał, ale Shou zajął i tak w 1861). Równocześnie pertraktował z tajpingami, których panowanie uznał w tym samym roku i otrzymał od nich tytuł królewski. Gdy jednak szala zwycięstwa przechyliła się rok później na stronę qingowską, zmienił front powtórnie.

### Shandong
Mobilizacja sił rządowych zapobiegła wczesnym atakom na Shandong, ale prowincja ta miała własną rebeliancką tradycję i sytuacja pozostawała niespokojna. W 1860 kilka wypraw o łącznej sile ok. 70 tys. ludzi i 10 tys. koni spustoszyło dwadzieścia powiatów; jednym z miast które się obroniły, było Qufu. Pod koniec roku przybył ze znacznymi siłami mongolski książę Sengge Rinchen, ale został pobity pod Jiningiem, a powstańcy zagrozili Jinanowi. Książę musiał zająć się tłumieniem wielu lokalnych buntów, a nie umiał ułożyć sobie współpracy z innymi przywódcami (nie był też popularny wśród lokalnej ludności, którą rabowała jego armia i od której miał wymuszać haracz, nim przyszedł z pomocą).
Tymczasem ożywiły się ruchy religijne: sekta Wenxianjiao (Nauka o Cnocie i Kulturze) pod przywództwem Song Jipenga powstała w powiecie Zhou jeszcze w 1853. Pobici w 1861, zebrali ponownie siły – pod koniec 1862 liczyli prawie 100 tys. członków. Stowarzyszenie Długich Włóczni (Changjianghui), zanim zostało ostatecznie pobite w 1865, liczyło 35-50 tys. ludzi. Pierwotnie popierane przez władze jako przeciwwaga dla buntowników, dołączyło do nich, gdy nadciągnęli, poważnie wzmacniając ich siły. Na północ od Huanghe, wokół Linqing, podobną siłę zgromadziło Stowarzyszenie Ośmiu Trygramów, pod wodzą Zhang Shanzhi. Ich tzw. rebelia pięciu chorągwi rozpoczęła się w 1861. Siły qingowskiego generała Sheng Bao po początkowych sukcesach zostały pobite i generał uciekł się do swej ulubionej taktyki (poprzednio przeciągnął na stronę rządu Miao Peili) – skłonił jednego z wodzów, Song Zhinshi, by ze swymi oddziałami zwrócił się przeciw swym towarzyszom. Po ich porażce, masowo uniewinnionych rebeliantów pięciu chorągwi skierowano do tłumienia następnych buntów.
Tych nie brakowało: po najeździe Nian z 1860, wybuchło kilkanaście powstań przeciw nadmiernym obciążeniom finansowym, na których czele nierzadko stali przedstawiciele lokalnej klasy posiadaczy ziemskich. Jeden z nich, Liu Depei, opanował kilka powiatów, ustanowił oddzielną biurokrację i ogłosił się samodzielnym władcą.

## Druga faza powstania

### Działania Sengge Rinchena

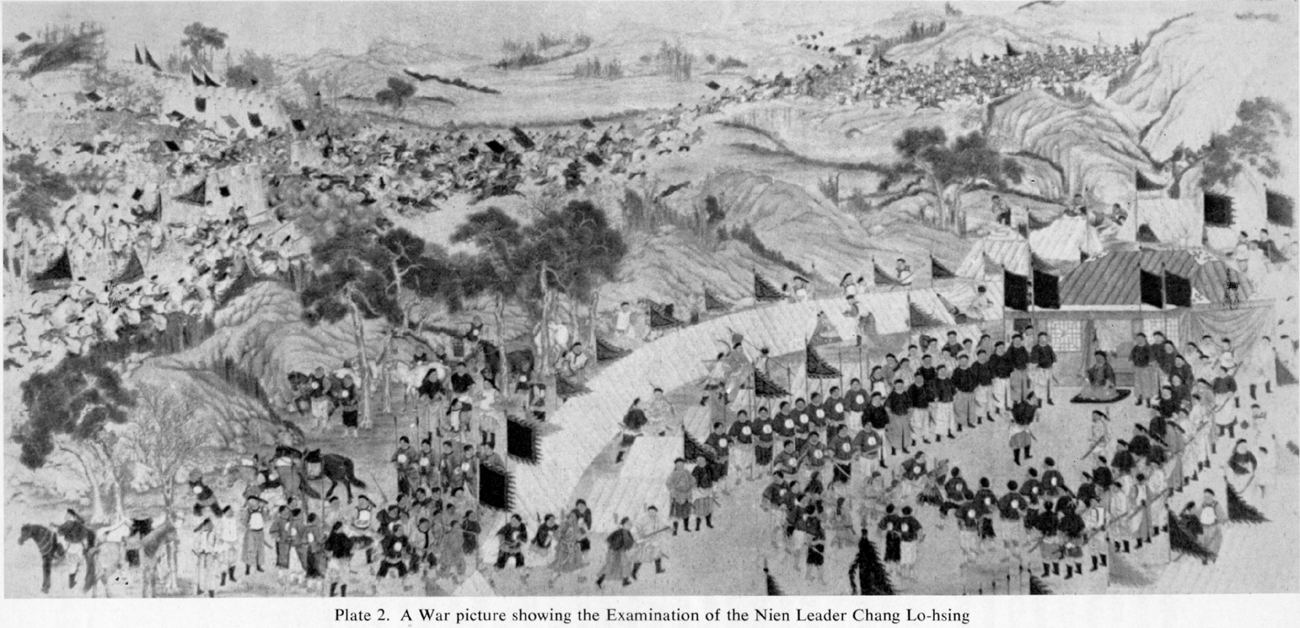
Przesłuchanie pojmanego wodza Nian, Zhang Lexinga

Ofensywa mongolskiego księcia w 1862 w Henanie i Anhui przyniosła efekty: zwycięstwo w bitwie pod Bozhou zmusiło do kapitulacji Nian znad rzeki Wu i umożliwiło uderzenie na południe. Okrążywszy po zaciętych walkach oddziały Zhang Lexinga, w 1863 schwytał go i stracił, podobnie jak kilkunastu innych przywódców. Nie mógł jednak skonsolidować swojego panowania nad ledwo podbitym, będącym bazą powstańców, terytorium Nian, ponieważ musiał ruszyć na Shandong.
Na początek okrążył i zdławił powstanie Liu Depeia. Następnie zwrócił się przeciw sekcie Song Jipenga, masakrując ponad 30 tys. jej zwolenników. Potem zniszczył siły dwóch „politycznych kameleonów”, którzy w międzyczasie znów się zbuntowali: Songa Zhinshi i Miao Peili (1863).
W wyniku opanowania ich bazy, Nian zmienili taktykę: z żołnierzy-chłopów przekształcili się w praktycznie profesjonalną armię, której głównym atutem była szybkość kawaleryjskiego zagonu. Pod dowództwem Zhang Zongyu i Lai Wenguanga (byłego dowódcy północnych armii tajpingów), kolumny Nian wyruszyły w 1863, rozszerzając wojnę na większość północnych Chin. Nowa taktyka pozwoliła im zwyciężyć nie tylko oddziały Sengge Rinchena (w 1865 Zhang Zongyu pomścił wuja wciągając w pułapkę i zabijając księcia), lecz nawet kilkukrotnie pobić wyposażone w europejską broń wojska Li Hongzhanga.

## Operacje nowych armii

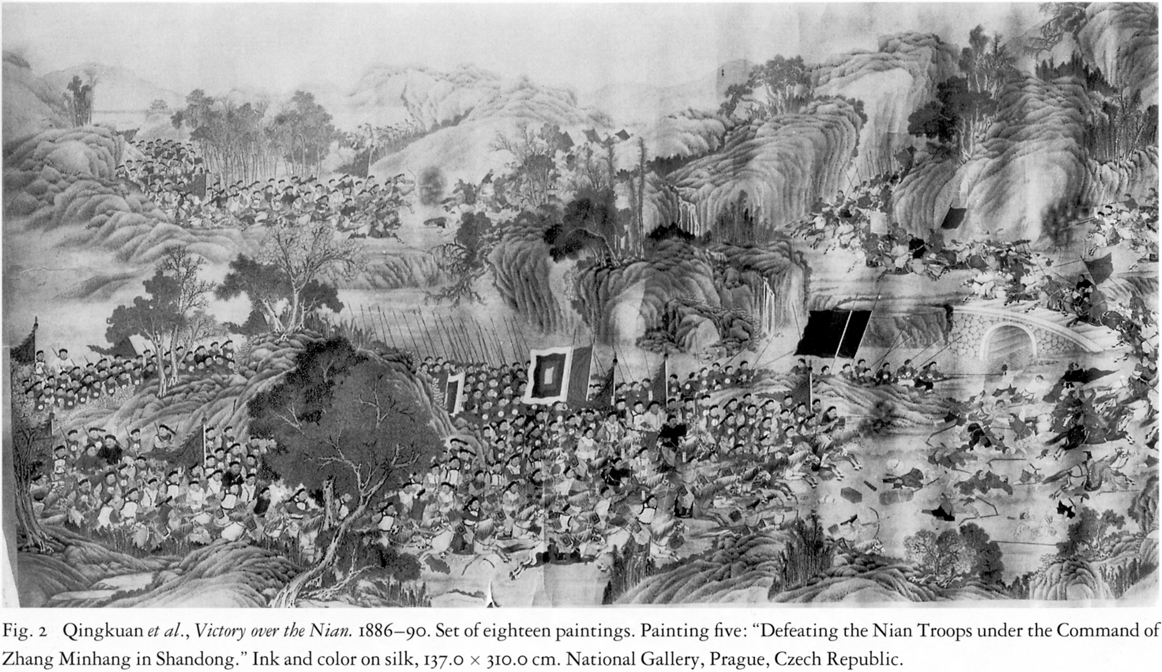
Bitwa z oddziałami Nian w Shandongu

Następcą Sengge Rinchena został Zeng Guofan, który zdecydował, by sprowadzić na północ kilkadziesiąt tysięcy żołnierzy armii Huai, nowocześnie uzbrojonych i wyposażonych. Zaczął metodycznie okrążać powstańców, ograniczając ich możliwości manewru i skrupulatnie pilnując poddawania się wiosek i miasteczek. Wykorzystywał też przeszkody wodne jako bariery dla ruchu powstańców – zarówno w celu ich powstrzymania, jak i okrążenia i zniszczenia. Początkowo taktyka ta zawiodła, bo Nian przełamali słabe umocnienia pod Kaifengiem. Zeng powierzył dowództwo Li Hongzhangowi, którego Armia Anhui pod bezpośrednią komendą Liu Mingchuana pobiła rebeliantów, w następstwie czego Nian podzielili się na dwie grupy.
Wschodnia, dowodzona przez Lai Wenguanga, ruszyła na Shandong, potem Hebei i znów na Shandong. Tam zostali powoli okrążeni na wschód od Wielkiego Kanału przez Li Hongzhanga, który po rezygnacji Zeng Guofana został wodzem naczelnym. Jego operacje były planowane tak, by kawaleria Nian nie mogła uniknąć starć, w których dziesiątkowała ją silna artyleria i nowoczesna broń strzelecka. Wykorzystując Wielki Kanał jako główną linię blokady, zepchnął ich do Jiangsu i rozbił w 1868; Lai Wenguang został stracony.
Zachodnia, pod komendą Zhang Zongyu, osiągnęła w 1867 Shaanxi, być może dążąc do współdziałania z trwającą tam rebelią muzułmanów. Dowodzący tam Zuo Zongtang zdecydował, by najpierw stłumić Nian, potem Hui. Zhang musiał się cofnąć, szybkim marszem przez północne Chiny docierając na 150 km na południe od Pekinu. Zablokowany przez oddziały stołeczne, zawrócił do Shandongu, i przekroczywszy Wielki Kanał, znalazł się w pułapce między rzekami, armią Li Hongzhanga i ścigającymi go wojskami Zuo Zongtanga. Ostatki jego oddziałów zostały okrążone, a on sam 16 sierpnia 1868 rzucił się do rzeki Tuhai.

## Skutki
Klęska Nian potwierdziła skuteczność nowych armii, uzbrojonych w nowoczesną, zachodnią broń, oraz militarną i polityczną pozycję ich chińskich dowódców. Porządek społeczny w północnych Chinach został odtworzony, ale bez głębokich reform, które systemowo rozwiązałyby tamtejsze problemy. Sytuacja pozostała więc napięta, czego pośrednim efektem było m.in. powstanie bokserów.
Podstawą istnienia Nian była walka o przetrwanie i zasoby w niezwykle niesprzyjającym środowisku. Ratunkiem byłoby ożywienie gospodarcze, tymczasem w wyniku kilkunastoletnich wojen wielkie obszary prowincji Anhui, Shandong, Henan i Jiangsu uległy dalszemu zniszczeniu, przy czym równie niszczycielskie były wojska powstańcze, jak i cesarskie. Szybka odbudowa tych terenów była utrudniona przez ogólne problemy cesarstwa wywołane m.in. przegraną w międzyczasie II wojną opiumową. Wygrana sił dynastii pozwoliła jednak na tzw. restaurację Tongzhi i rozwój ruchu dążącego do umocnienia Chin. Był to wszakże spokój pozorny, co udowodniły kolejne wojny, w szczególności wojna chińsko-japońska z 1894-5. W regionie na północ od Huai, bandytyzm, walki klanowe i przemyt były istotnym elementem życia przez następnych kilkadziesiąt lat.